# Slobodan Medojević
Slobodan Medojević (serbisch-kyrillisch Слободан Медојевић; * 20. November 1990 in Novi Sad) ist ein serbischer Fußballspieler. Der defensive Mittelfeldspieler steht bei AEL Limassol in Zypern unter Vertrag.

## Karriere

### Vereine

#### Vojvodina Novi Sad
Slobodan Medojević durchlief alle Jugendmannschaften von Vojvodina Novi Sad und gab am 2. Mai 2007 sein Profidebüt, als seine Mannschaft auswärts mit 1:0 gegen den Borac Čačak gewann und er in der 89. Spielminute für Dušan Tadić eingewechselt wurde. Aufgrund seines jugendlichen Alters kam er in der Folgesaison 2007/08 nicht zum Einsatz und kehrte erst in der Spielzeit 2008/09 ins Profiteam zurück. In dieser Saison kam er allerdings nur zweimal zum Einsatz. 2009/10 entwickelte sich Medojević zum Führungsspieler im Profikader und wurde 25-mal im Laufe der Saison eingesetzt. Dabei erzielte er zwei Tore, sein erstes am 16. August 2009 (1. Spieltag) beim 3:0-Sieg im Auswärtsspiel gegen Hajduk Kula, und erreichte mit Vojvodina das Pokalfinale. In der Spielzeit 2010/11 erreichte er erneut das Pokalfinale und den dritten Platz in der Liga. Dabei wurde er als bester Jugendspieler 2011 ausgezeichnet und stand im SuperLiga-Team des Jahres.

#### VfL Wolfsburg
Nach 70 Ligaspielen für Vojvodina unterzeichnete er am 2. Januar 2012 einen bis 30. Juni 2015 datierten Vertrag beim Bundesligisten VfL Wolfsburg. Er wurde von Trainer Felix Magath als Perspektivspieler für die Zukunft verpflichtet und kostete zwei Millionen Euro. Mit der Trikotnummer 6 debütierte er unter Dieter Hecking am 31. März 2013 (27. Spieltag) beim 2:2 im Heimspiel gegen den 1. FC Nürnberg. Dabei bereitete er das 2:0 vor, indem er sich auf dem rechten Flügel gegen zwei Gegenspieler behauptete. Er konnte sich auf Anhieb einen Stammplatz erkämpfen und wurde in jedem der restlichen Saisonspiele eingesetzt. Sein Debüt im DFB-Pokal gab er am 16. April 2013 im Halbfinalspiel gegen Bayern München in der Startaufstellung. Anfang der Hinrunde der Saison 2013/14 verletzte er sich am Oberschenkel und fiel eine kurze Zeit aus, jedoch konnte er sich einen Stammplatz erkämpfen und elf Spiele in der Liga und eines im DFB-Pokal absolvieren.

#### Eintracht Frankfurt
Am 31. August 2014 wechselte Medojević für 1,5 Millionen Euro zu Eintracht Frankfurt. Bei den Hessen unterschrieb er einen Dreijahresvertrag. Am 21. November 2015 erzielte er bei einer 1:3-Heimniederlage gegen Bayer 04 Leverkusen sein erstes Bundesligator.
Am 9. Juni 2017 verlängerte Medojević seinen Vertrag in Frankfurt bis 2018.

#### SV Darmstadt 98
Am 19. Januar 2018 wechselte Medojević zum SV Darmstadt 98, bei dem er einen Vertrag mit einer Laufzeit bis zum 30. Juni 2019 unterschrieb. Dort gab er am 28. Januar 2018 beim 0:1-Auswärtssieg gegen den FC St. Pauli sein Debüt für die Lilien. In seiner ersten halben Saison kam er auf zwölf Einsätze. Nach dem Klassenerhalt in der Saison 2018/19 wurde der auslaufende Vertrag des Serben im Frühjahr 2019 nicht verlängert. In der Saison kam er auf 16 Ligaeinsätze, verpasste jedoch fast die gesamte Rückrunde, da er sich mehrfach verletzte.

#### AEL Limassol
Daraufhin wechselte er nach sieben Jahren in Deutschland zu AEL Limassol nach Zypern. In der Saison 2021/22 kam er auf 17 Einsätze und zwei Tore. Dabei erreichte er mit seiner Mannschaft den zweiten Platz. In der Meisterrunde erreichte seine Mannschaft den dritten Platz, wobei er sieben Partien spielte. Im Zyprischen Fußballpokal kam er auf drei Einsätze und schied mit seiner Mannschaft im Halbfinale gegen Olympiakos Nikosia aus.

### Nationalmannschaft
Medojević wurde ab 2006 in den Jugendnationalmannschaften von Serbien eingesetzt und kam regelmäßig zum Einsatz. Von 2009 bis 2012 spielte er für die U21-Auswahlmannschaft und absolvierte 18 Länderspiele. Er war auch Kapitän dieser Auswahlmannschaft.

## Erfolge
Vojvodina Novi Sad
- Serbischer Vizemeister: 2009
- Serbischer Pokalfinalist: 2007, 2010, 2011

Eintracht Frankfurt
- DFB-Pokalfinalist: 2017

### Persönliche Auszeichnungen
- Bester Jugendspieler der SuperLiga: 2011
- SuperLiga-Team des Jahres: 2011